# Geografia Svalbardu

Mapa fizyczna Svalbardu

Svalbard jest terytorium autonomicznym Norwegii i największym obszarem zaliczanym do zamorskich posiadłości wchodzących w skład kontynentu europejskiego. Svalbard cechuje się górzystym krajobrazem o surowym polarnym klimacie, gdzie znaczne obszary są pokryte lodowcami.

## Powierzchnia i położenie
Powierzchnia – 62 924 km², co odpowiada powierzchni Litwy.
Położenie – Svalbard to najbardziej wysunięta na północ część terytorium Norwegii. Terytorium to leży na Morzu Arktycznym, na wschód od północno-wschodnich wybrzeży Grenlandii, na skraju północnoeuropejskiego szelfu kontynentalnego. Svalbard leży około 600 km na północ od Półwyspu Skandynawskiego.
Skrajne punkty: Svalbard obejmuje wyspy leżące między 74° a 81°N i 10° a 35°E.
Svalbard leży w dużej odległości od innych państw i będąc zarazem terytorium wyspiarskim, nie graniczy z żadnych krajem. Jego linia brzegowa liczy 3587 km.

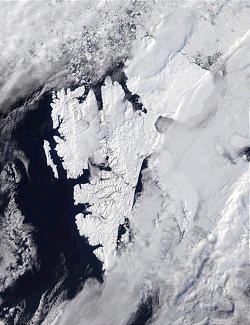
Archipelag Svalbardu widziany z kosmosu

## Wyspy Svalbardu
W skład Svalbardu wchodzą następujące wyspy:
- Spitsbergen (37 673 km²)
- Ziemia Północno-Wschodnia (Nordaustlandet, 14 443 km²)
- Wyspa Edge’a (Edgeøya, 5074 km²),
- Wyspa Barentsa (Barentsøya, 1250 km²)
- Wyspa Biała (Kvitøya, 682 km²)
- Ziemia Księcia Karola (Prins Karl Forland, 615 km²)
- Wyspa Królewska (Kongsøya, 191 km²)
- Wyspa Niedźwiedzia (Bjørnøya, 178 km²) oddalona o 204 km na południe od Svalbardu jest samotną wyspą.
- Wyspa Szwedzka (Svenskøya, 137 km²)
- Wyspa Wilhelma (Wilhelmøya, 120 km²)
- Wyspa Nadziei (Hopen), Wyspa Niska (Lågøya), Wyspa Wielka (Storøya), Abeløya i kilkaset mniejszych.

- Wyspa Królewska, Wyspa Szwedzka i Abeløya wspólnie tworzą Ziemię Króla Karola (Kongs Karl Land).

Skaliste wybrzeże Svalbardu

## Ukształtowanie poziome
Linia brzegowa Svalbardu jest bardzo dobrze rozwinięta. Wyspy cechują głęboko wcięte zatoki i przede wszystkim fiordy obecne szczególnie na Spitsbergenie. Wybrzeże jest skaliste, w wielu miejscach wysokie, tam gdzie nie występują skały, leży pokrywa lodowa (lodowce schodzą wprost do oceanu). Wzdłuż wybrzeży ciągną się równiny częściowo pokryte osadami morskimi, tzw. platformy abrazyjne. Na wybrzeżu powszechne są stare tarasy (terasy) morskie, położone jedne nad drugimi, zgodnie z wysokością poziomu morza w okresach kiedy powstawały.
W głąb wysp archipelagu, zwłaszcza Spitsbergenu, wcina się wiele fiordów, najdłuższe lub najbardziej znane to:

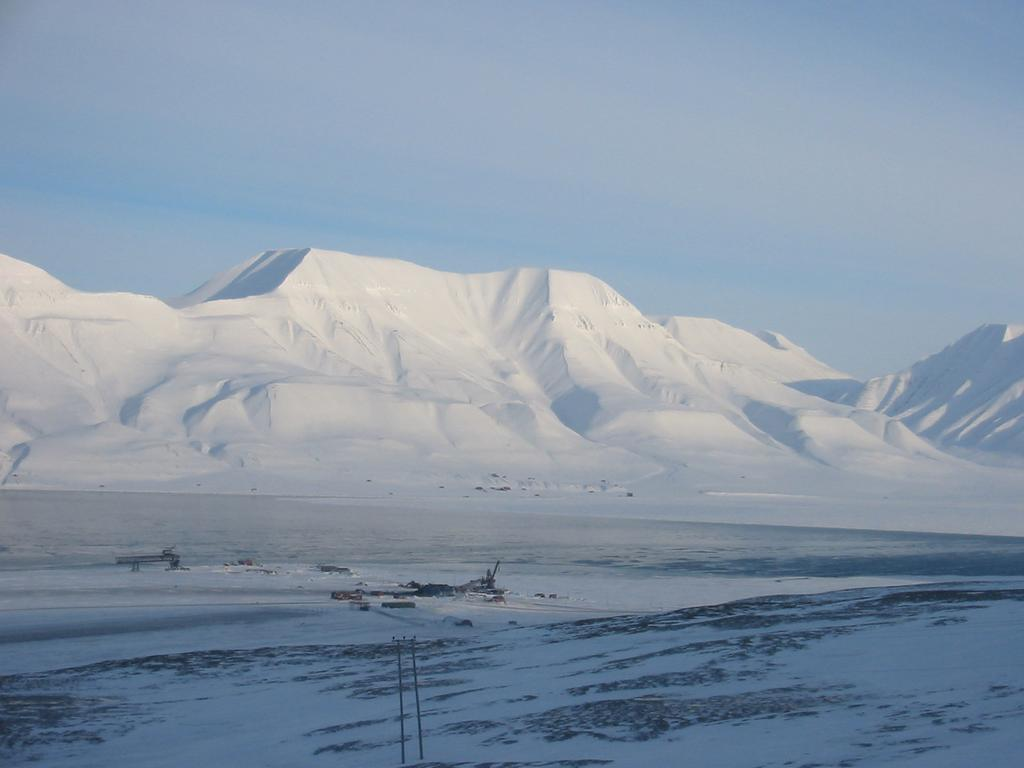
Góry Svalbardu

- Wijdefjorden, 108 km
- Isfjorden (Svalbard), 107 km
- Van Mijenfjorden, 83 km
- Woodfjorden, 64 km
- Wahlenbergfjorden, 46 km

## Budowa geologiczna
Budowa geologiczna Svalbardu jest bardzo złożona. Najstarsze utwory występują na północnych krańcach Ziemi Północno-Wschodniej, są nimi prekambryjskie skały krystaliczne. Cały archipelag stanowi podłoże pochodzące z paleozoiku (osady kambru i ordowiku i syluru), które zostało sfałdowane i przeobrażone w czasie orogenezy kaledońskiej. Podłoże te, to tzw. seria skalna zwana Hekla Hoek. Podłoże te jest przykryte młodszymi osadami. Osady paleozoiczne na powierzchni występują na północy Svalbardu (okolice Wijdefjordu) i na zachodnim wybrzeżu Spitsbergenu. Resztę powierzchni Svalbardu stanowią łupki i piaskowce pochodzące z dewonu, a także leżące poziomo warstwy skał pochodzące od czasów karbonu po trzeciorzęd. Północno-zachodnia część Spitsbergenu i Wyspa Niedźwiedzia jest przykryta czwartorzędowymi pokrywami bazaltu.
W centralnych partiach największej wyspy oraz na wyspach Edge’a i Barentsa góry zbudowane są z płaskich warstw skał osadowych. Szczyty Spitsbergenu zbudowane są ze skał metamorficznych.

## Rzeźba
Svalbard jest górzystym archipelagiem, a obszary nizinne występują głównie w strefie wybrzeża. Znaczna część archipelagu, a zwłaszcza Spitsbergen, zbudowana jest z potężnych gór. W centralnych partiach największej wyspy oraz na wyspach Edge’a i Barentsa pocięte szerokimi dolinami góry, mają strome zbocza i płaskie wierzchołki. Ostre postrzępione szczyty gór są typowe dla północno-zachodniego i południowo-zachodniego wybrzeża Spitsbergenu. Sama nazwa – Spitsbergen (Szpiczaste góry) wzięła się od ostrych i poszarpanych szczytów, wieńczących wieloszczytowe łańcuchy gór. Najwyższy szczyt Svalbardu to Newtontoppen (1713 m n.p.m.). Obszary górskie Svalbardu nie są więc wysokie, a charakterystyczną cechą rzeźby Svalbardu są płaskie i szerokie doliny polodowcowe jak Adventdalen, Sassendalen i Reindalen.

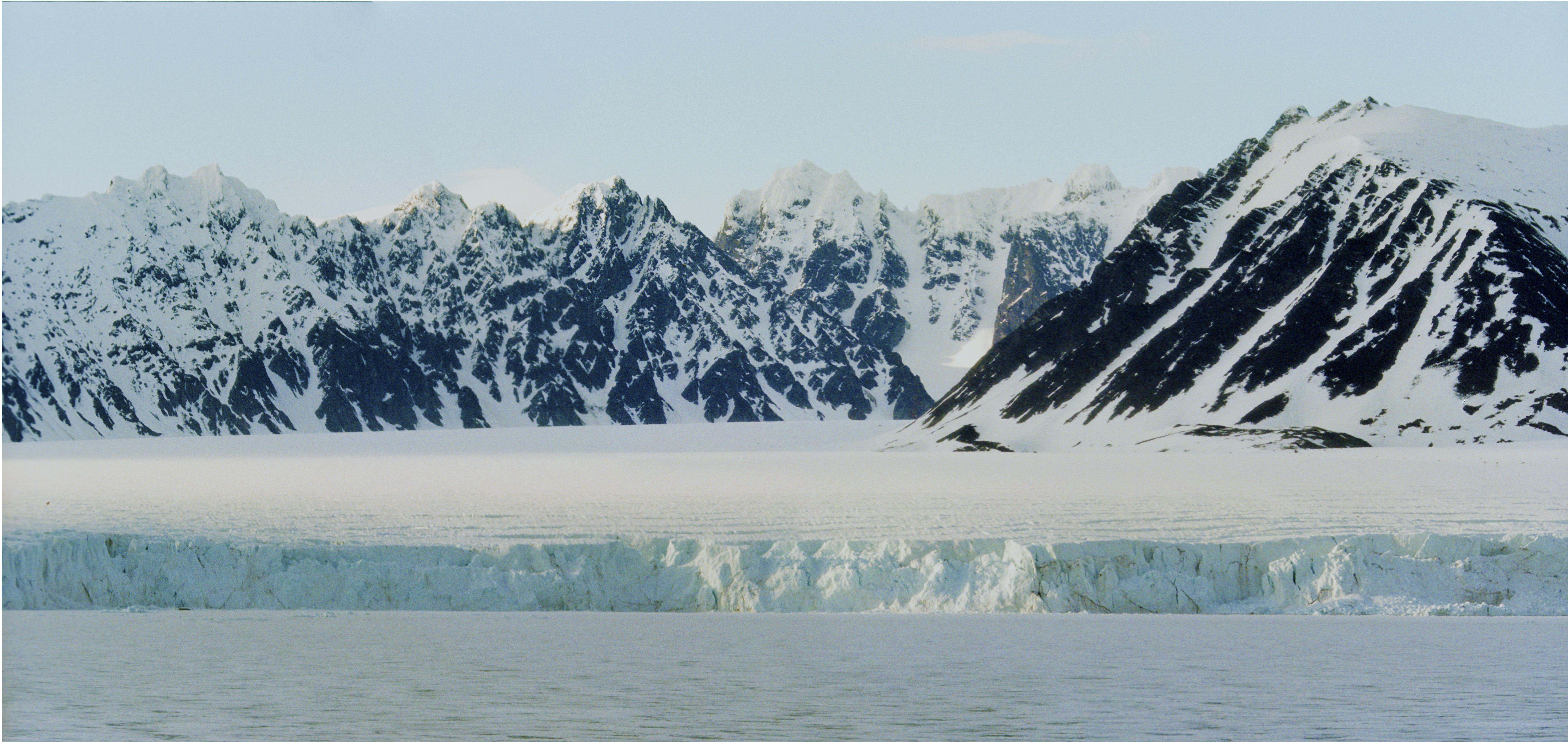
Krajobraz Spitsbergenu

## Klimat

### Ogólne informacje
Svalbard leży w strefie klimatu polarnego, jednakże zachodnia i południowo-zachodnia część archipelagu znajduje się pod wpływem łagodnych mas powietrza polarnomorskiego. Zachodnie wybrzeże jest obmywane przez ciepłe prądy morskie będące odnogą Prądu Zatokowego – Golfsztrom. Tym prądem jest ciepły Prąd Zachodniospitsbergeński. Wschodnia i północna część Svalbardu znajduje się pod bezpośrednim wpływem mas arktycznych. Wody wzdłuż zachodnich wybrzeży Spitsbergenu są wolne od lodu przez większą część lata, co sprawia, że jest to najbardziej na północ wysunięty obszar Arktyki dostępny dla zwykłych statków. Klimat różnych części archipelagu różni się dość znacznie. Zachodnia część jest cieplejsza, wnętrze Spitsbergenu ma klimat bardziej kontynentalny.

### Temperatury
Działanie ciepłego prądu morskiego powoduje relatywnie wyższą temperaturę powietrza w tym rejonie Arktyki. Średnie temperatury zimowe są do 20 stopni wyższe od notowanych na podobnych szerokościach geograficznych np. w Kanadzie. Minimalną temperaturę w ostatnich latach -46,3 °C zanotowano w marcu 1986 roku w Longyearbyen. Maksymalną temperaturę +21,3 °C zmierzono w tym samym miejscu w lipcu 1979. Typowo jednak rzadko spada poniżej -20 °C i przekracza plus kilka stopni. Najniższa średnia temperatura występuje w lutym i wynosi -20 °C, najwyższa średnia temperatura wynosi +4,4 °C i występuje w lipcu. Temperatury w zimie wahają się zwykle między -25° a maksymalnie w ciągu dnia do +5 °C, w lecie między +2° a maksymalnie w ciągu dnia do +18 °C.

### Opady
Opady są dość niskie i wahają się rocznie od 200 do 300 mm rocznie co ma związek oddziaływanie suchych mas powietrza arktycznego. Svalbard zaliczany jest do tzw. arktycznej pustyni. Opady występują głównie w postaci śniegu, latem zaś deszczu i deszczu ze śniegiem, który też występuje wiosną i jesienią. Wilgotność powietrza, nawet nad morzem zwykle bardzo mała.

### Cechy klimatu Svalbardu
Istotnym dla klimatu Svalbardu jest fakt, że w tym rejonie przebiega front arktyczny, miejsce ścierania się napływających z północy zimnych mas powietrza arktycznego z płynącymi z południa ciepłymi i wilgotnymi masami powietrza atlantyckiego. Powoduje to ożywioną działalność cyklonalną i częste przemieszczanie się w tym rejonie niżów i związanych z nimi frontów atmosferycznych – stref dużego zachmurzenia, opadów i silnych wiatrów. W porze zimowej, kiedy kontrasty temperatury są znaczne (zdarzają się zmiany o ponad 20 stopni w ciągu doby), wyzwalane są ogromne ilości energii, co powoduje częste występowanie sztormowych wiatrów. W lecie wiatry są na ogół słabsze, natomiast często występują mgły.
Ogólnie można powiedzieć, że pogoda w rejonie Svalbardu jest bardzo zmienna. Cechą klimatu jest występowanie dużego zachmurzenia przez cały rok. Jedynie średnio 7 dni jest pogodnych. Liczba dni z mgłami wynosi około 80-82.

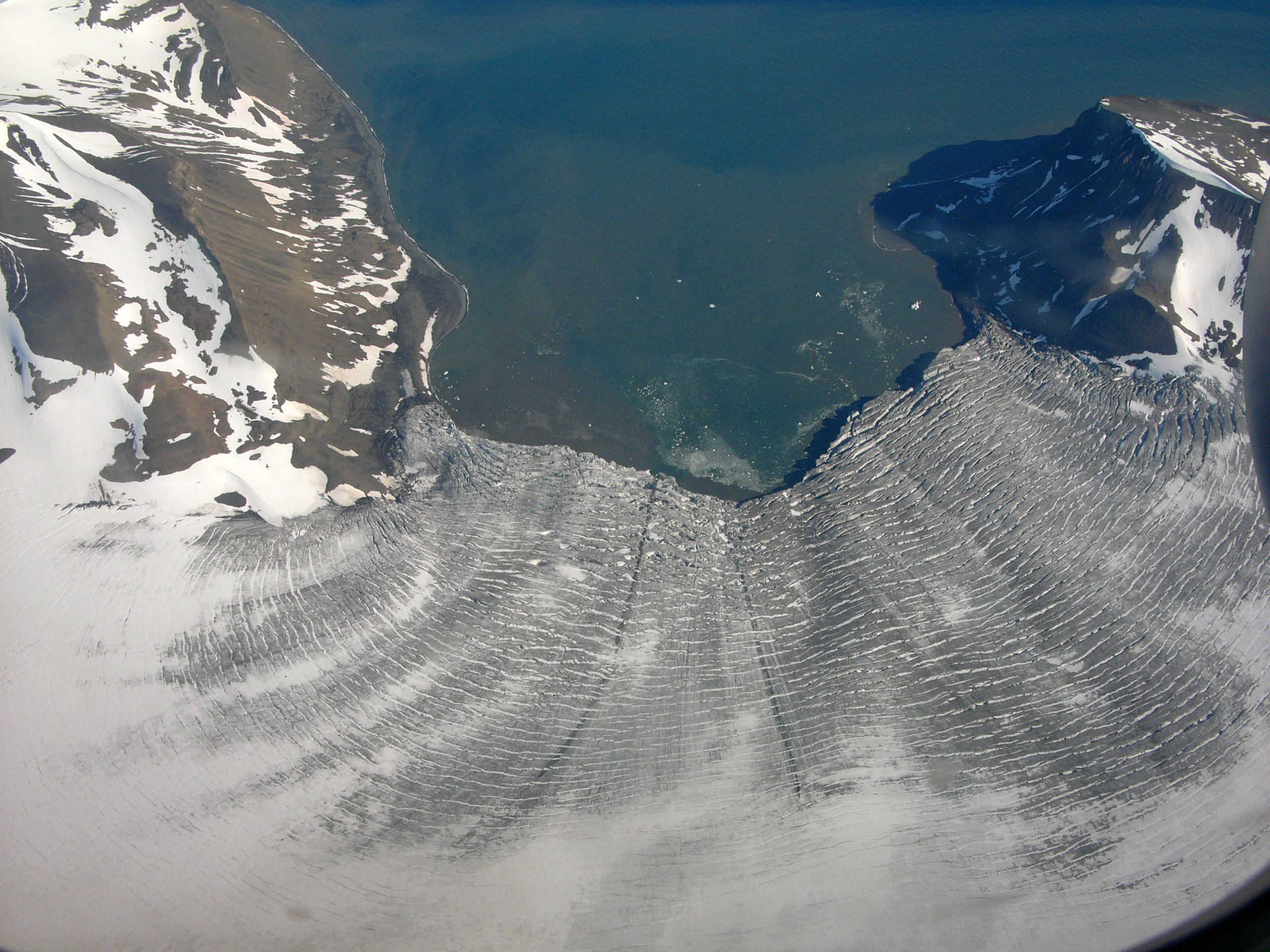
Czoło lodowca na Spitsbergenie

## Usłonecznienie
Cechą Svalbardu jest występowanie zjawiska dnia i nocy polarnej, czego przyczyną jest szerokość geograficzna. Oba okresy trwają ponad trzy miesiące. Słońce świeci wówczas na okrągło przez całą dobę lub znika zupełnie pod horyzontem. W rejonie Hornsundu dzień polarny trwa od 22 kwietnia do 21 sierpnia (121 dni kalendarzowych), noc polarna od 29 października do 12 lutego (106 dni kalendarzowych). Nieprzerwany dzień polarny trwa o około 2 tygodnie dłużej niż nieprzerwana noc polarna. Jest to spowodowane przez fakt zakrzywienia promieni słonecznych przy przechodzeniu przez atmosferę ziemską. Z tego powodu widać nad horyzontem słońce będące w rzeczywistości jeszcze nieznacznie poniżej horyzontu.
Nocą arktyczne niebo często rozświetlają zielone, żółte i czerwone zorze polarne.

## Wody
Svalbard jest bardzo zasobny w wody, archipelag cechuje dość gęsta sieć krótkich rzek sandrowych i strumieni. Zdecydowana większość rzek i cieków wodnych bierze swój początek z lodowców i płatów śnieżnych. Woda z topniejących lodowców zakończonych na lądzie często rozlewa się na ich przedpolach w splot licznych strumieni, zwany rzeką warkoczową. Wewnątrz lodowców oraz ich dnem w ciągu całego roku płynie woda, która wypływając zimą zamarza na przedpolach lodowców tworząc charakterystyczne długie kryształy zwane naledziami.
Ogromny udział mają jednak lodowce, które obejmują swym zasięgiem niemal 60% powierzchni. W wielu miejscach lądolód schodzi wprost do morza, jest to szczególnie powszechne na wschodnim wybrzeżu Ziemi Północno-Wschodniej. Największe powierzchnie lodowców występują właśnie w północnej i północno-wschodniej części Svalbardu. Na terenie Ziemi Północno-Wschodniej znajduje się rozległy lodowiec tarczowy o grubości lodu 245 m.

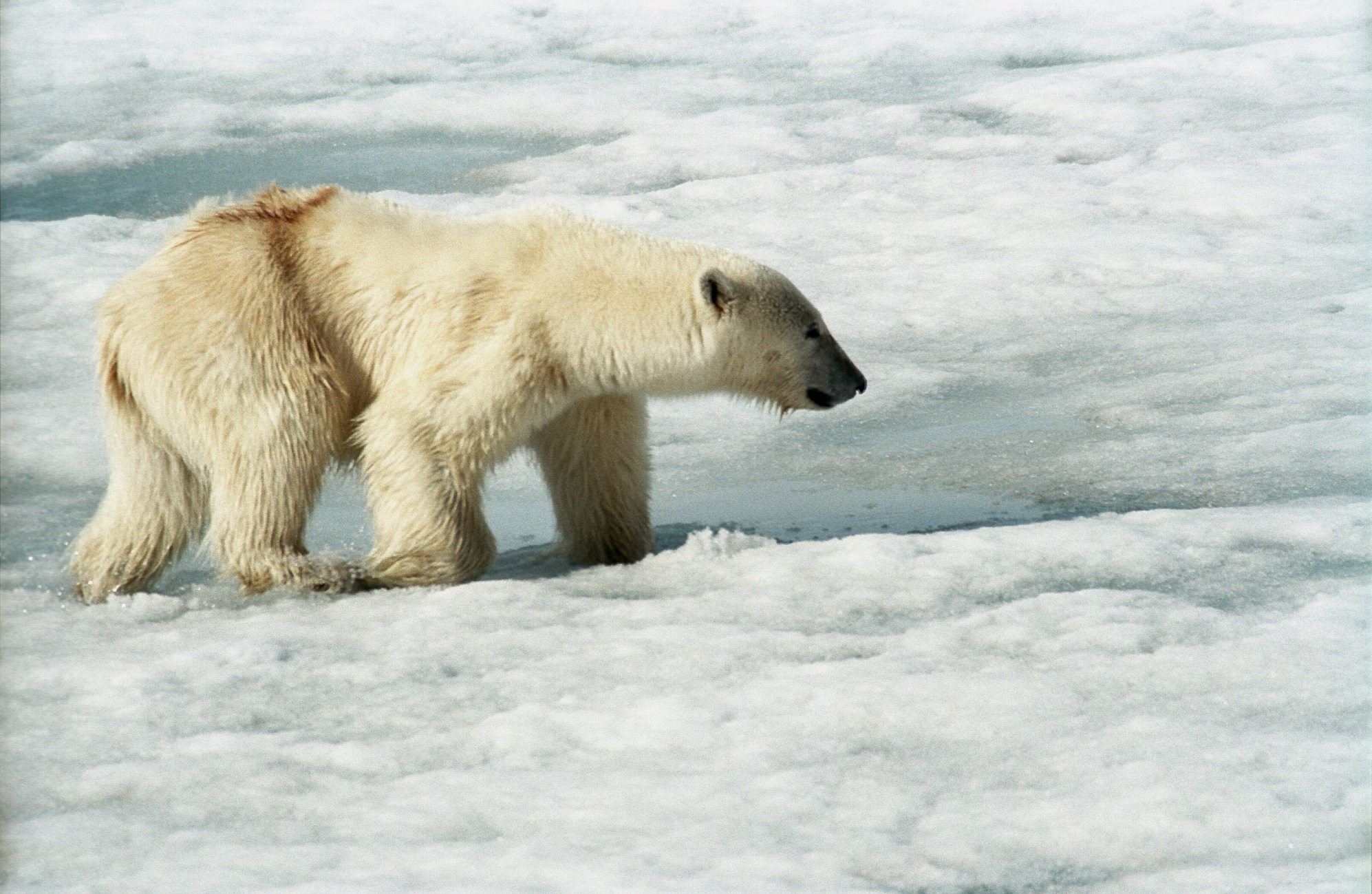
Niedźwiedź polarny

## Przyroda
Przez większą część roku na Svalbardzie panują surowe warunki. Życie skupia się głównie na granicy morza i lądu. Jedynie 6-7% powierzchni wysp zajmują formy wegetacji roślinnej. Rośliny i zwierzęta musiały przystosować się do bardzo trudnych i zmiennych warunków bytu. Ze względu na odmienny układ prądów morskich (zimnych i ciepłych) po wschodniej i zachodniej stronie archipelagu, zdecydowanie bogatsza flora i fauna rozwija się na wybrzeżach zachodnich. Morze na zachód od Svalbardu jest bardziej produktywne i tworzy bazę biologiczną dla ogromnych kolonii ptaków morskich. Różnorodność gatunkowa Arktyki jest mała, za to ilość osobników jest często bardzo duża.
Wieczna zmarzlina, sięgająca kilkaset metrów w głąb ziemi, latem rozmarza powierzchniowo do ok. 1 – 2 m. Wskutek słabego odpływu wód z tej warstwy, zwanej czynną, tworzą się rozlewiska i teren miejscami przypomina bagno.
Arktyczna przyroda jest niezwykle wrażliwa, a odnowa życia bardzo powolna. Niskie temperatury powodują, że procesy życiowe oraz rozkład zanieczyszczeń przebiegają powoli. Do tej pory można oglądać ślady i koleiny zostawione przez samochody terenowe ponad 40 lat temu. W celu ochrony wrażliwej arktycznej przyrody norweskie władze utworzyły szereg parków narodowych i rezerwatów pokrywających ok. 60% powierzchni archipelagu.

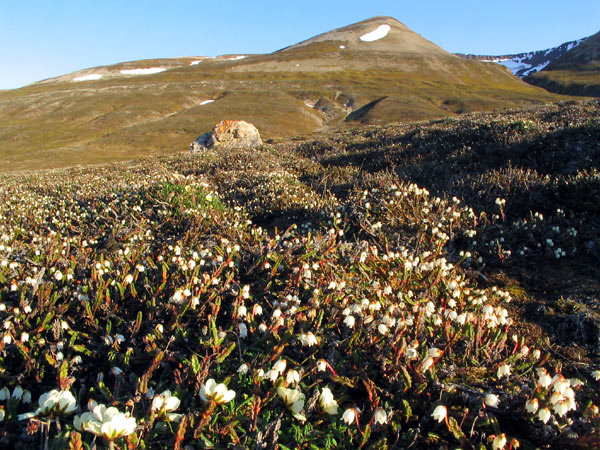
Roślinność kwietna w czasie krótkiego lata

## Flora
Szata roślinna jest typowa dla regionów arktycznych i bardzo uboga czego przyczyną jest niekorzystny klimat i krótki okres wegetacyjny. Powszechną formacją roślinna jest tundra, która rzecz jasna występuje w miejscach wolnych od lodu. Korzystając z dobrodziejstw krótkiego polarnego lata odbywają swój cykl rozwojowy glony, porosty, mszaki i grzyby oraz rośliny kwiatowe. Kwiaty mają drobne, pędy krótkie, liście małe. Pas wybrzeży, zbocza górskie od strony morza oraz niektóre doliny porasta niskopienna tundra. Nie występują tu drzewa i krzewy, a karłowate wierzby mają postać krzewinek nie przekraczających kilku centymetrów wysokości. Ze względu na ograniczoną liczbę owadów, rośliny kwiatowe są wiatropylne, czemu sprzyjają częste i silne wiatry, przenoszące również na duże odległości nasiona i zarodniki. Na Svalbardzie rośnie 130 rodzajów kwiatów, które spotkać można także w Skandynawii. Można spotkać m.in. skalnice, pięciorniki, dębiki ośmiopłatkowe, brodawniki i wełnianki.
Najwyższe z roślin – trawy rzadko przekraczają 10 cm wysokości, a trzy gatunki krzewinek (karłowate wierzby i brzoza), płożą się po ziemi, nie osiągając nawet 5 cm.

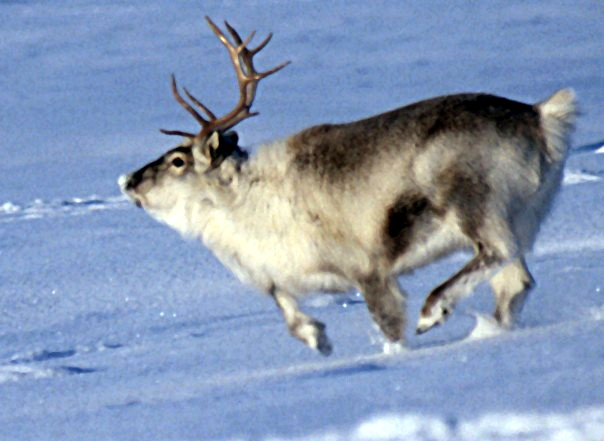
Renifer na Svalbardzie

## Fauna
Świat zwierząt należy do Regionu Arktycznego i co niezwykłe jest bardzo bogaty, czego przyczyną jest niemal całkowity brak ingerencji człowieka w  tego dziewiczego regionu. Pod względem gatunkowym fauna jest nieco uboga, jednak pod względem populacji już nie. Svalbard cechuje występowanie gatunków głównie żyjących w bezpośrednim sąsiedztwie wody.
Na archipelagu żyją dwa gatunki ssaków wyłącznie lądowych – renifer, oraz lis polarny (piesiec). Poza nimi występuje populacja niedźwiedzi polarnych o rozmiarach dochodzących do 3000 osobników. Żyjące tu renifery uznaje się za odrębny podgatunek – renifer spitsbergeński (Rangifer tarandus spitzbergensis). Bogaty jest świat ssaków żyjących w bezpośrednim sąsiedztwie wody, a mianowicie fok. W regionie Svalbardu żyją: biełuchy, foki pospolite, nerpy obrączkowane, foki grenlandzkie, foki wąsate i morsy. Do gatunków typowo wodnych, czyli żyjących w morzu należą sporadycznie występujące: delfiny, walenie karłowate, orki i kaszaloty.
Bardzo bogaty jest świat ptaków. W większości są to gatunki żerujące w morzu, a rozmnażające się na lądzie. Zwykle przylatują tu na okres lęgowy, wychowują potomstwo i odlatują na południe przed nastaniem zimy (na zimę zostaje jedynie pardwa górska). Na Svalbardzie występuje 109 gatunków ptaków, z których 15 lęgnie się regularnie. Inne lęgną się sporadycznie lub przylatują przypadkowo. Na obszarze Svalbardu występują liczne kolonie alk do których należą: nurzyki, nurzyki polarne, nurniki, alczyki i maskonury. Liczne są też mewy do których należą mewy trójpalczaste, srebrzyste, modrodziobe, siodłate. Największym drapieżnikiem tego regionu jest mewa blada. Do innych ptaków należą: wydrzyki (wydrzyk tęposterny, wydrzyk ostrosterny, wydrzyk długosterny, wydrzyk wielki), kaczki (edredon, turkan, lodówka), nur rdzawoszyi, gęsi (gęś krótkodzioba, bernikla białolica), rybitwa popielata, fulmar, płatkonóg szydłodzioby, biegus morski, śnieguła i pardwa mszarna.